# مارك كارير (سياسي)
مارك كارير هو سياسي كندي، ولد في 21 سبتمبر 1964 في غاتينو في كندا. نشط حزبياً في حزب كيبيك الليبرالي. وقد انتخب عضو الجمعية الوطنية في كيبك ‏ عن دائرة Chapleau (provincial electoral district) ‏ خلال فترته النيابية ‏.